# Distrikt La Peca
Der Distrikt La Peca liegt in der Provinz Bagua in der Region Amazonas in Nord-Peru. Der Distrikt wurde am 5. Februar 1861 gegründet. Am 25. April 2008 wurde der Westteil des Distrikts ausgegliedert und bildet seitdem den neu gegründeten Distrikt Bagua.
Der Distrikt La Peca besitzt eine Fläche von 138 km². Beim Zensus 2017 wurden 6753 Einwohner gezählt. Sitz der Distriktverwaltung ist die 867 m hoch gelegene Kleinstadt La Peca mit 3286 Einwohnern (Stand 2017). La Peca befindet sich 11 km ostnordöstlich der Provinzhauptstadt Bagua.

## Geographische Lage
Der Distrikt La Peca liegt im Süden der Provinz Bagua. Ein Höhenkamm der peruanischen Zentralkordillere begrenzt den Distrikt im Nordosten. Das Areal wird nach Westen zum Río Utcubamba hin entwässert.
Der Distrikt La Peca grenzt im Westen an die Distrikte Bagua und El Parco, im Norden an den Distrikt Aramango sowie im Südosten an den Distrikt Copallín.

## Ortschaften
Neben dem Hauptort gibt es folgende größere Ortschaften im Distrikt:
- Arrayan (426 Einwohner)
- Chomza Alta (304 Einwohner)
- San Francisco (463 Einwohner)